# Volksschule Altomünster

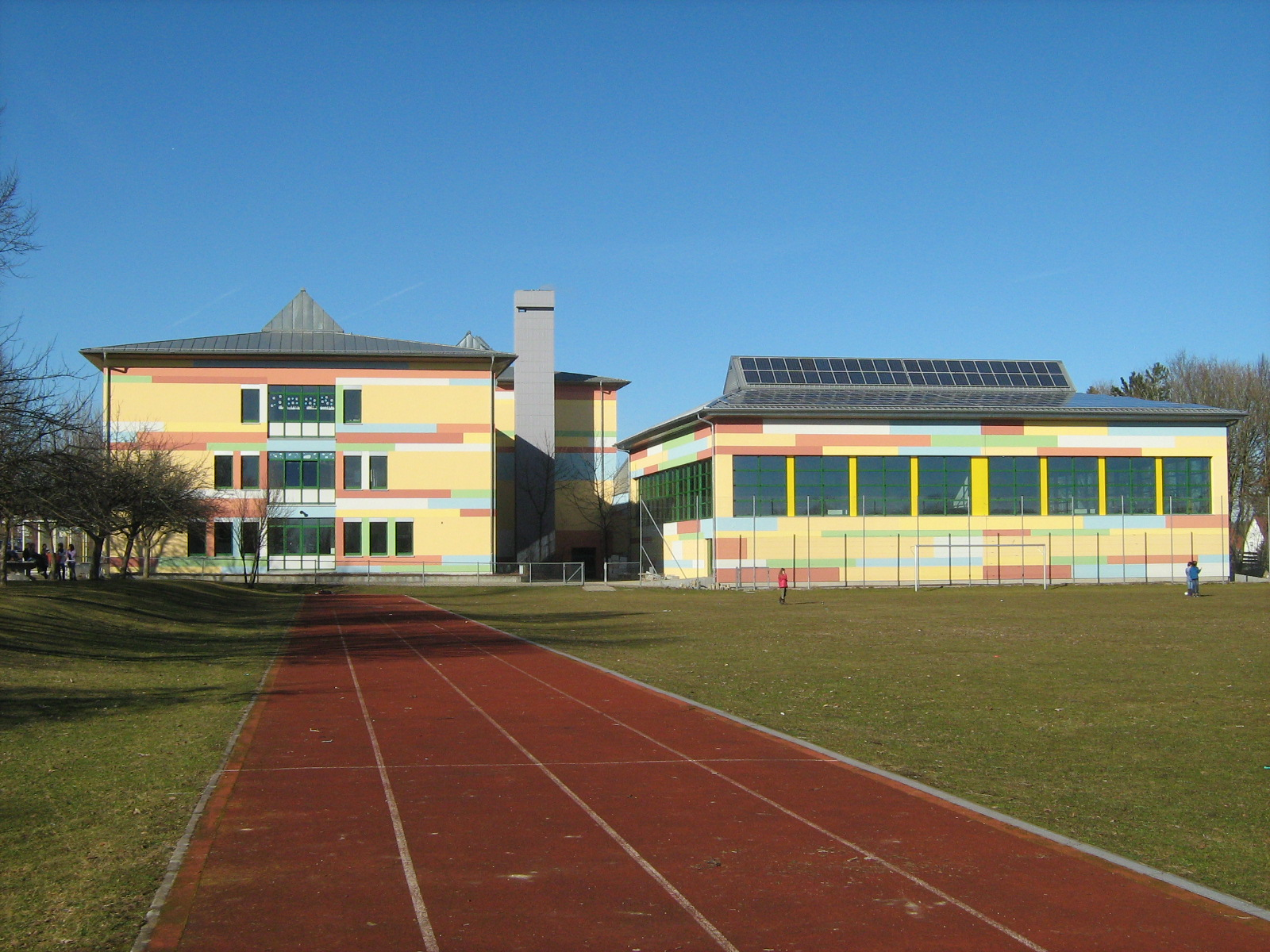
Volksschule Altomünster (Süd-Ansicht)

Volksschule Altomünster 2008

Die Volksschule Altomünster bzw. die Grund- und Mittelschule Altomünster befindet sich am Südostrand von Altomünster im Landkreis Dachau. Zum Einzugsgebiet der Volksschule (Grund- und Mittelschule) gehören über 50 Dörfer und Weiler.

## Geschichte

### Schulgeschichtliche Tradition
Die schulgeschichtliche Tradition von Altomünster ist wohl eine der ältesten im Landkreis Dachau. Es finden sich Hinweise, dass mit der Klostergründung in der Karolinger Zeit im frühen Mittelalter dort eine „Schola Regia“ nach fränkischem Muster entstanden ist. Im Jahre 1378 wird ein Frühmeßbenefizium erwähnt, das den Benefiziaten verpflichtete, Unterricht zu erteilen. Nach 1612 versah ein vom Frauenkonvent aufgestellter, weltlicher Schulmeister, zugleich auch Marktschreiber, den Schuldienst. Nachdem ab 1803 sich immer mehr die allgemeine Schulpflicht durchsetzte (Montgelas erklärte die Schulen zu Staatsanstalten), wurden die Marktschreiberlehrer von einem schon in einem Lehrerseminar ausgebildeten Lehrer Johann Georg Zeitlmayr abgelöst, nachdem 1802 das Birgittenkloster säkularisiert worden war; Birgittenmönche versahen bis 1826 die zweite Schulstelle gratis.
Als sich die allgemeine Schulpflicht allmählich durchzusetzen begann, kaufte der Markt das Stegmair’sche Klosterbräuhaus, das umgebaut und am 23. Oktober 1826 von Pfarrer Ignatius Nerb als neues Schulhaus eingeweiht wurde. Über dem Eingang des heute noch vorhandenen Hauses, das mit Unterbrechungen bis 1976 als Schule diente, steht in einer Tafel mit Zierschrift: „Das Kostbarste in der Gemeinde ist eine wohlerzogene Jugend – 1826“. 1912 baute die Gemeinde ein neues Schulhaus mit vier Sälen. Nach dem Zweiten Weltkrieg waren fast 400 Schüler darin unterzubringen, bedingt durch den Zuzug von Heimatvertriebenen. Mehr als ein Jahrzehnt musste Schichtunterricht in großen Klassen erteilt werden. Erst 1959 baute man einen Längstrakt an, so dass jede Klasse einen Raum bekam.

### Schulverband Altomünster
Im Zuge der Schulreform wurde 1966 die zweiteilige Volksschule Oberzeitlbach in den neu gebildeten Schulverband Altomünster eingegliedert, 1969 kamen Pipinsried, Randelsried, Hohenzell und Wollomoos hinzu, schließlich auch die Oberstufe aus Tandern und Hilgertshausen ab der 7. Klasse. Einige Klassen mussten in die ehemaligen Dorfschulen Pipinsried und Oberzeitlbach ausgelagert werden, für den Fachunterricht reaktivierte man sogar das alte Schulhaus von 1826 wieder. Rektor wurde 1969 Nikolaus Wagner aus Klingen, ein engagierter Pädagoge, passionierter Organist und Chorleiter.
Aus der geschilderten Notlage heraus beschloss der groß gewordene Schulverband unter Bürgermeister Anton Hofberger den Bau eines neuen Schulhauses am nordöstlichen Rande des Ortes. Im September 1974 war Baubeginn, 1976 zogen großenteils schon Schüler und Lehrer ein und am 8. Oktober 1977 – nach Fertigstellung der Doppelturnhalle – übergaben Regierungsschuldirektor Greska, Landrat Christmann, die Schulräte Angerpointner und Schneid sowie Bürgermeister Hofberger das neue Haus an Rektorin Waltraud Werner.
Der Schulkomplex war mit 18 Klassenzimmern, fünf gut ausgestatteten Fachräumen und den notwendigen Verwaltungs- und Nebenräumen geplant worden. Zusammen mit der Sporthalle beliefen sich die Gesamtkosten auf 8,45 Mill. DM. Damals konnte niemand vorhersehen, dass die für 18 Klassen geplante Schule schon nach zehn Jahren wieder aus allen Nähten platzen würde. 1977/78 waren 500 Schüler zu unterrichten, binnen weniger Jahre stiegen die Schülerzahlen erneut stark an, vorwiegend bedingt durch Zuzüge in die Neubaugebiete des Marktes und seiner Außengemeinden.
Nach langwierigen Genehmigungsverfahren konnte 1995 der Schulverband unter Vorsitz von Bürgermeister Konrad Wagner die Bauarbeiten für den notwendigen Erweiterungsbau in Auftrag geben. Mit dem etwa vier Millionen Mark teuren Anbau standen der Schule nun vier weitere Klassenzimmer, ein Informatikraum und Fachräume für Werken, Textilarbeit und Zeichnen zur Verfügung. Gleichzeitig mit dieser Erweiterung wurden das Turnhallendach und die Schulhausflachdächer saniert sowie Rektorat, Sekretariat und Lehrerzimmer erheblich vergrößert. Ende April 1997 begannen die Baumaßnahmen „zweiter Pausenhof“.
Die weiter steigenden Schülerzahlen zwangen den Schulverband bereits Mitte 1998 über einen weiteren Anbau nachzudenken. Die Entscheidung fiel für einen Aufbau in sogenannter „Leichtbauweise“ auf dem Dach der Hausmeisterwohnung und des Eingangsbereiches. Für rund 1 Million DM erhielt die Schule nicht nur weitere drei Klassen- bzw. Fachräume, sondern auch eine optische Bereicherung der Frontansicht durch den „luftigen“ Anbau mit seinen runden „Bullaugen-Fenstern“. Mit Beginn des Schuljahres 2004/2005 standen für die 609 Schüler ein Aufenthaltsraum, zwei Informatikräume, eine Bibliothek und insgesamt zwölf Fach- und Nebenräume zur Verfügung.
Heute befindet sich in der ehemaligen Hausmeisterwohnung mit kleinem Anbau der Förderverein der Schülerbetreuung Altomünster und die Schülerbetreuung an der Grund- und Hauptschule Altomünster mit Mittags-, Hausaufgaben- und Ganztagsbetreuung.
In den folgenden Jahren wurden nahezu alle Klassenzimmer neu ausgestattet und renoviert, eine moderne Lehrküche in den Sommerferien 2011 eingebaut. Auch die neue Mensa mit rund 100 Plätzen für unsere Ganztagsschüler, die von der Schulverbandsversammlung im März 2010 beschlossen worden war, konnte zu Beginn des Schuljahres 2010/11 eingeweiht werden.
Schließlich floss noch ein nicht geringer Teil der rund zwei Millionen Euro aus dem Konjunkturpaket II und den Haushaltsmitteln für die Sanierungsmaßnahmen (u. a. energetische Sanierung) im Schulkomplex in die Turnhalle, die mit einem neuen Schwingboden mit Fußbodenheizung und renovierten Sanitäranlagen nicht nur den Schülern, sondern auch den Vereinen ausgezeichnete Trainingsmöglichkeiten bietet.
Die Dachsanierung der Turnhalle, die im Herbst 2010 abgeschlossen war, wurde komplettiert durch die umweltfreundliche Solaranlage, die bisher 7.9170 kWh Strom produziert und 55.500 kg [[CO2]] eingespart hat (Stand: Dezember 2011).
Auch schulrechtliche und schulorganisatorische Veränderungen sind in der Chronik festzuhalten.
Seit dem Schuljahr 2008/09 sind Ganztagsklassen eingerichtet, die kontinuierlich ausgebaut werden.
Im Winter 2010/11 wurden an der Volksschule Altomünster Filmaufnahmen zum Kinofilm Als der Weihnachtsmann vom Himmel fiel nach dem gleichnamigen Werk von Cornelia Funke gemacht.

## Mittelschulverbund
Die Einführung der bayerischen Mittelschule hat eine „Auflösung“ der Volksschule Altomünster (Grund- und Hauptschule) erfordert: Seit dem 1. August 2011 arbeiten die Grundschule Altomünster und die Mittelschule Altomünster eigenständig, aber unter einem Dach und einer Schulleitung für die Kinder und Jugendlichen des Marktes Altomünster, des Schulverbandes mit Hilgertshausen-Tandern und des neuen Mittelschulverbundes Altomünster, Erdweg, Hebertshausen und Markt Indersdorf. Der Name der Schule lautet nun „Grund- und Mittelschule Altomünster“.

## Comenius-Partnerschule
Die Grund- und Mittelschule Altomünster war von Oktober 2011 bis 2013 Comenius-Partnerschule. Als Schulpartner wurden die „Primary School“ in Crook (England) und die „école primaire“ in Flesselles (Frankreich) erklärt. Zum Thema wurde „Healthy Active Citizens Across Europe“ gewählt. Dies betrifft das Leben des gesunden aktiven Bürgers in den Kommunen mit ihren Unterschieden und Gemeinsamkeiten im Schulalltag, in der Freizeitgestaltung, in den täglichen Abläufen, aber auch im Familienleben, den Ernährungsgewohnheiten und den sportlichen Vorlieben und Angeboten in den Heimatgemeinden. Während der Partnerschaft wurde mit den Partnern aus Crook und Flesselles in zahlreichen Schüler-Projekten und häufigem Lehrer-Austausch das europäische Miteinander gelebt.

## Gaudnek-Galerie

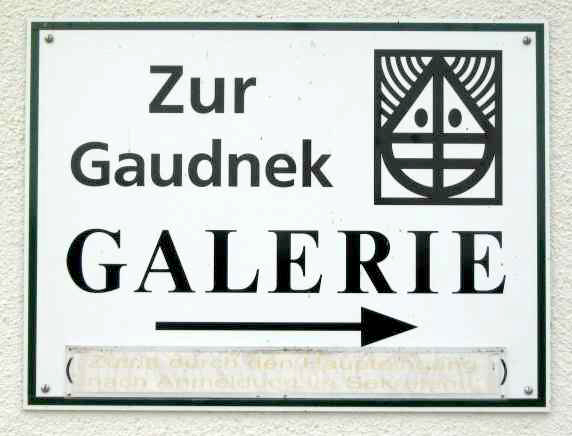
Gaudnek-Galerie in der Schule

Seit 1996 beherbergt das südliche Treppenhaus der Volksschule eine Galerie des Pop-Art-Künstlers Walter Gaudnek. Die Dauerausstellung des „böhmisch-bayerischen Amerikaners“, wie sich der Künstler selbst bezeichnet, ist nicht nur ein optischer Gewinn für die Schule, sondern erfüllt auch die auferlegte Pflicht bei öffentlichen Gebäuden: Kunst am Bau.